# Ираклион (Аттика)
Ира́клион (греч. Ηράκλειον ή Ηράκλειο) — город в Греции, северный пригород Афин. Административный центр одноимённой общины (Δήμος Ηρακλείου) в периферийной единице Северные Афины в периферии Аттика. Расположен на высоте 150 м над уровнем моря. Площадь 4,638 км². Плотность 10 703,32 человек на квадратный километр. Население 49 642 человек по переписи 2011 года.

## Название
До 1879 года город назывался Иракли или Аракли (Ηράκλι ή Αράκλι). В 1879 году (ΦΕΚ 50Α) город был переименован в Ираклион.

## География
Традиционное поселение Ираклион построено в западной части общины, недалеко от проспекта Ираклиу (Λεωφόρος Ηρακλείου), который обеспечивал доступ из Афин и Неа-Ионии. Центр был перенесён в Нео-Ираклио (Νέο Ηράκλειο — «Новый Ираклион»), район, который развился в восточной части общины, вокруг одноимённой станции метро, в то время как в северной части общины, вокруг холма Прасинос-Лофос (Πράσινος Λόφος — «Зелёный холм»), построен Ано-Ираклио (Άνω Ηράκλειο — «Верхний Ираклион»), а район, граничащий с Метаморфосисом, известен как Канапица (Καναπίτσα).
Ираклион окружён общинами Амарусион, Неа-Иония, Метаморфосис и Ликовриси-Пефки. 

## История
На месте Ираклиона по реформе Клисфена (508—507 годы до н. э.) находился дем Гефестиады (др.-греч. Ἰφιστιάδαι ή Ἡφαιστιάδαι). На севере предместья находилось святилище Геракла, от которого местоположение получило новое название. В византийскую эпоху место называлось Аракли или Халкоматадес (Αράκλι ή Χαλκωματάδες) от χαλκωματάδες — «медники». В более поздние годы, во время правления Оттона, в Палео-Ираклио (Παλαιό Ηράκλειο — «Старый Ираклион») в 1837 году была построена военная колония для баварских наёмников, которых Оттон I привёл с собой, когда стал первым королём Греции.
Место было выбрано не случайно. По преданию, по приказу Оттона зарезали несколько ягнят, трупы которых разложили в разных частях Аттики. Считалось, что там, где дольше будут гнить ягнята, будет меньше влажности и лучший климат. В Ираклионе ягнята сгнили позднее, и поэтому выбрали этот район.
Со времем баварцы были ассимилированы местными жителями и эллинизированы, сохранив только католическую веру и имена. Часто встречаются баварские фамилии и сегодня (Βάγγερ, Πίτλιγγερ, Κελμάγερ, Φιξ и другие).
После Малоазийской катастрофы 1922 года, греческие беженцы из Малой Азии поселились в этом районе, что быстро увеличило население Ираклиона.
С 1960-х годов из многих районов Греции из-за урбанизации начали прибывать и переселяться новые жители.

## Община Ираклион

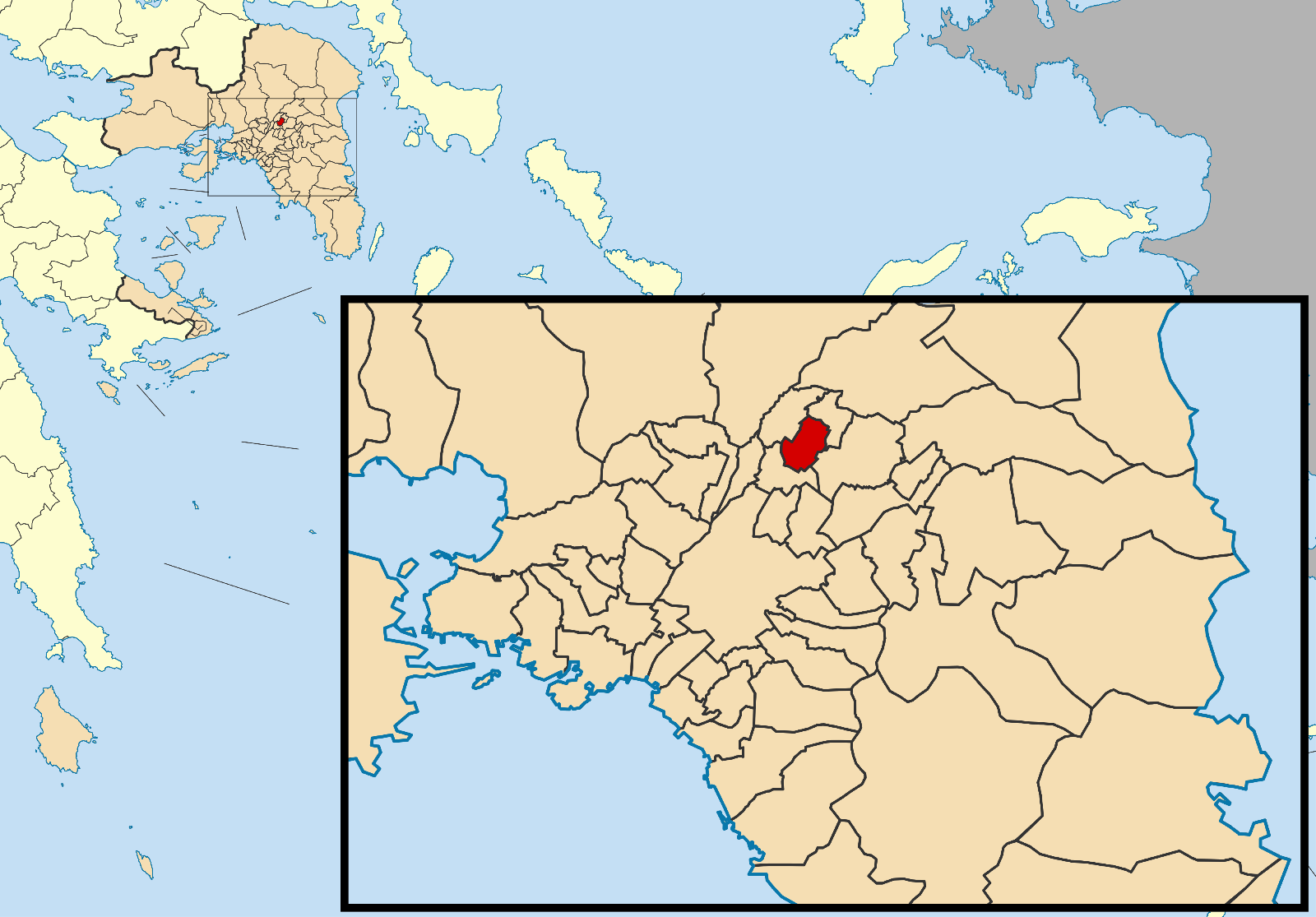
Община Ираклион на карте периферии Аттика

Сообщество Ираклион (Κοινότητα Ηρακλείου) создано в 1925 году (ΦΕΚ 48Α), община Ираклион (Δήμος Ηρακλείου) — в 1948 году (ΦΕΚ 303Α). До 1949 года (ΦΕΚ 184Α) в общину входил город Ликоврисис.
Димархом (мэром) на местных выборах в 2014 году избран и в 2019 году переизбран Николаос Бабалос (Νικόλαος Μπάμπαλος).

## Транспорт
В городе находится станция «Ираклио» Линии 1 (зелёной линии) Афинского метрополитена, открытая в 1957 году на месте железнодорожной станции. Станция обслуживала железную дорогу Афины — Лаврион в 1885—1962 годах и железную дорогу Площадь Лавриу — Строфили в 1885—1938 годах.
В 2004 году открыта железнодорожная станция «Ираклио» пригородной железной дороги Аэропорт «Элефтериос Венизелос» — Железнодорожный центр «Ахарне».

## Население
| Год  | Население, человек |
| ---- | ------------------ |
| 1920 | 341                |
| 1928 | 2931               |
| 1940 | 3457               |
| 1951 | 5360               |
| 1961 | 12 228             |
| 1971 | 24 302             |
| 1981 | 37 833             |
| 1991 | 44 084             |
| 2001 | 48 132             |
| 2011 | ↗ 49 642           |